# Waterdwarf Alley
Waterdwarf Alley is een interactieve walktrough in het Nederlandse attractiepark Toverland. De attractie opende op 1 juli 2023. Het bestaat uit verschillende huisjes met effecten. 
Er kan langs de huisjes gewandeld worden, maar er kan ook worden gevaren met de waterattractie Merlin's Quest.

## Vernieuwing
In april 2024 is de attractie uitgebreidt met extra effecten, nieuwe bewoners en meer decoraties.
Lijst van attracties in Attractiepark Toverland · Afbeeldingen